# Ritual (film 2013)
Ritual è un film del 2013 diretto da Mickey Keating.
Film horror statunitense sceneggiato dallo stesso regista Keating.

## Trama
Tom riceve una chiamata da sua moglie Lovely, che lo invita a recarsi in un motel urgentemente. Per la strada, ascolta per radio una trasmissione in cui viene detto che tutti gli umani andranno all'inferno, per via dei peccati che commettono ogni giorno: adulazione, omicidio, aborto, omosessualità. Disgustato da quanto detto, cambia canale. Arrivato al motel, il ragazzo, dopo un discorso con sua moglie affetta da problemi psichici, riesce a entrare nella sua camera, dove scopre che la donna ha ferito gravemente un uomo. Tom decide di chiamare la polizia e di far arrestare la moglie, per la quale prova un odio senza confini. Tuttavia si ferma quando lei gli menziona il fratello. Gli spiega poi quello che è successo nei minimi dettagli. La donna ha conosciuto l'uomo in un bar; arrivati nella camera lui ha iniziato a picchiarla a sangue, e ha cercato poi di violentarla, fino a quando lei non lo ha accoltellato con il suo pugnale. Tuttavia, i ragazzi scoprono che qualcosa non va per il verso giusto quando trovano un tatuaggio di una croce distorta dentro un cerchio sul braccio dell'uomo.
Mentre Lovely si dà una ripulita, Tom cerca qualcosa di utile nella macchina dell'uomo ucciso, ma tutto quello che riesce a trovare è una videocamera, insieme ad alcuni 
sonniferi. Vedendo la registrazione che conteneva la videocamera, Scott e Lovely scoprono che l'uomo era in realtà un membro di una setta satanista, che svolge rituali in onore di Satana. I due – dopo che il proprietario dell'hotel bussa alla loro porta – decidono di scappare, per timore che gli uomini del video li possano trovare. Mentre si allontanano sempre di più dalla scena del crimine, Lovely cerca di avvicinarsi al marito, ma senza successo. Tom decide di ritornare indietro perché ha lasciato il suo accendino con inciso il suo nome nella camera del motel. Ripreso il suo accendino, Tom scopre che l'uomo è ancora vivo e lo uccide senza alcuna pietà. Lovely viene avvicinata da un uomo, che si scopre essere un amico dell'uomo che ha ucciso. L'uomo l'aggredisce insieme ad altri Satanisti, e la ragazza viene costretta a rifugiarsi nella camera del motel insieme a Tom.
Lovely riesce a scappare dalla stanza del motel, in cambio della vita di Tom, che dopo aver ucciso alcuni dei Satanisti, viene ucciso a colpi di pistola. La ragazza, dopo una corsa senza sosta, viene catturata e chiusa in un bagagliaio.
Nei titoli di coda, si vede la ragazza catturata e imbavagliata in attesa della sua morte.